# 郷ひろみ
郷 ひろみ（ごう ひろみ、1955年〈昭和30年〉10月18日 - ）は、日本の男性歌手、俳優、タレント、実業家、アイドル。新御三家の1人。本名は原武 裕美。福岡県出身。所属芸能事務所はバーニングプロダクション。所属レコード会社はソニー・ミュージックエンタテインメントで、レーベルはソニー・ミュージックレーベルズ内のSony Records。男性ソロアーティストとして歴代4位のCDシングルセールスを誇る。身長176cm。

## 来歴

### 幼少期
- 「裕美」という名前は祖父が付け、「心が"美しく"、いろんな意味で"裕福"になるように」という意味が込められている[5]。
- 父英夫(1929〜2015)は福岡県三潴郡三潴町（現・久留米市）出身、母は福岡県糟屋郡志免町出身。
- 父は海軍飛行予科練習生(予科練)[6]
- 生後まもなくジフテリアにかかり、3歳で赤痢、15歳で腹膜炎の一歩手前の状態で盲腸の手術を受けるなど、何度となく病にかかっていた。
- 子供の頃、福岡の家は牛や馬、鶏などの家畜がいる農家の住まいだった。
- 旧・国鉄職員の父親の転勤で、4歳の時に福岡から上京し、1962年3月、東京都大田区の仲六郷幼稚園卒園[注 1]。1966年、小学5年の1学期のみ、福岡県糟屋郡の須恵町立須恵第二小学校へ転校。 転校した理由は、祖母が病気になり、「寂しくて仕方ないからひろみを貸してくれ」と頼まれたため。
- 京浜東北線の大井町駅に隣接する当時の国鉄大井工場敷地内に建つ社宅へ転居する。その後、父親は山手線の新橋駅・同東京駅・南武線の尻手駅の助役として勤務した後、定年退職した。
- 1968年3月、品川区立山中小学校卒業。 1971年3月、品川区立伊藤中学校卒業。 野球選手になるのが夢で、中学生時代には友人と野球チーム「ハーキュリーズ （Hercules）」を作っていた。
- 1971年4月、世田谷区桜上水の日本大学櫻丘高等学校に入学し、野球部に所属。 しかし、芸能活動の多忙化に備えて、同年8月の内に堀越高等学校の芸能コースに転校。 郷が高校に持っていく弁当はジャニー喜多川が作っていた。
- 1975年7月の終わりに、堀越高校を丸4年かけて1人きりで卒業すると、今度は大学への進学を目指すことを公表。 翌1976年2月20日に青山学院大学法学部を受験したが、不合格。
- 子供の頃は可愛くて評判の美少年だった。
- スパルタ教育の母親に厳しく躾けられて育った。「あなたは赤が似合う」という母の薦めで、赤いシャツを着用することが多かった[7][出典無効]。

### 学歴
- 1962年3月、東京都大田区の仲六郷幼稚園卒園。
- 1968年3月、品川区立山中小学校卒業。
- 1971年3月、品川区立伊藤中学校卒業。
- 1971年4月、日本大学櫻丘高等学校に入学するが、芸能活動を優先するため2学期から堀越高等学校芸能コースに転校。高校を約4年かけて卒業すると、大学進学をめざす事を公表するが、進学をすることはなかった。

### デビュー〜アイドル全盛期
- 高校一年のとき家族で日比谷に映画を観に行った帰り[8]、フォーリーブスのマネージャーにスカウトされ[8]、彼らの合宿所に出入りするうちジャニーズ事務所所属となった[8]。――とされていたが、実際は、オーディションで落選した「潮騒」の会場で出会ったジャニーズ事務所社長、ジャニー喜多川に惚れ込まれてスカウトを受け、超VIP待遇でジャニーズ事務所に所属となったことが2020年の本人談で明かされている。
  - フォーリーブスのバックダンサーとして出演して多くのファンを獲得する。芸名は、事実上の初デビューとなった北海道旭川市のフォーリーブスファンからの声援「レッツゴーひろみ」から借名して「郷ひろみ」になり大阪でファンクラブが発足する。
  - フォーリーブスの弟分として活躍し発展するよう4より多い5(ゴー)から「郷ひろみ」と芸名が付けられた[9]。
- 1972年1月2日、NHK大河ドラマ『新・平家物語』に平清盛の弟、経盛役で俳優デビュー（現在までNHK大河ドラマ合計4作品に出演） する。
  - 4月3日 - 9月25日、フジテレビ系の森田健作主演・青春ドラマ『青春をつっ走れ』と『あしたに駈けろ!』に連続して出演する。
  - 8月1日、CBSソニー（現：ソニー・ミュージックエンタテインメント）所属の歌手としてデビューする。
  - 9月25日、デビュー曲「男の子女の子」がオリコン週間チャートのベストテン入りを果たし、11月には第14回日本レコード大賞・新人賞を受賞する。
- 1973年、ブロマイド年間売上実績No.1となり、西城秀樹、野口五郎と共に新御三家と呼ばれ、一躍トップアイドルの仲間入りを果たす。
  - 11月20日、「裸のビーナス」で第4回日本歌謡大賞・放送音楽賞を受賞、12月2日には「小さな体験」で第6回日本有線大賞・大衆賞を受賞する。
  - 12月31日、第24回NHK紅白歌合戦に初出場し、前年のデビュー曲「男の子女の子」を歌う（以後1985年まで13年連続出場する）。
- 1974年10月28日、初主演テレビドラマ『ちょっとしあわせ』の主題歌「よろしく哀愁」で、自身初のオリコン週間チャートの第1位を獲得する。
- 1975年4月1日、ジャニー喜多川からの過度な寵愛に反発し、ジャニーズ事務所を退所。大手など選択肢があった中、設立4年目のバーニングプロダクションを選択して移籍。
  -     - 6月6日 - 9月26日、主演TBSテレビドラマ『あこがれ共同隊』で、同年ブロマイド年間売上実績No.1の西城秀樹、桜田淳子と共演する。

- 1976年、『さらば夏の光よ』で映画初主演する。
  - 11月、「あなたがいたから僕がいた」で第18回日本レコード大賞・大衆賞を受賞する。
- 1977年、TBSテレビドラマ『ムー』出演でコミカルな一面が注目され、再びブロマイド年間売上実績が男性部門でNo.1となる。
- 1978年8月10日、TBSテレビドラマ『ムー一族』の挿入歌「林檎殺人事件」が『ザ・ベストテン』で自身初の第1位を獲得する。
- 1979年4月 - 1980年4月、日本テレビ系のバラエティー番組『カックラキン大放送!!』に野口五郎と（以降は1年）交替でレギュラー出演する。
  - 8月、『明星』「アイドル人気投票」で7年連続で1位獲得し、日本テレビ音楽祭・トップアイドル賞を受賞する。
  - 11月15日 - 12月13日、TBSテレビドラマ『家路』の挿入歌「マイレディー」が『ザ・ベストテン』で5週連続1位を獲得する。
- 1980年7月21日、新御三家で初のCMソングとなる「How many いい顔」が発売される。
- 1981年12月6日、「お嫁サンバ」で第14回日本有線大賞・有線音楽賞を受賞する。
- 1982年7月17日、外国曲のカバーで、自身初のスロー・バラード「哀愁のカサブランカ」が発売され、「よろしく哀愁」以来2度目の売り上げ50万枚超（オリコン週間チャート第2位）のヒット。ベストテン番組、賞レースへの出演を辞退する。
- 1984年2月25日、日本国有鉄道キャンペーン・ソング「2億4千万の瞳」が発売され、20万枚超のヒット。サブタイトルは「エキゾチック・ジャパン」歌詞にある「ジャパ〜ン」という表現が郷を形容するのに使われるようになった。
- 1985年1月、交際していた松田聖子が破局会見を行う。9月には二谷友里恵と出会う。

### 渡米〜再興期
- 1985年11月、翌年3月以降芸能活動を休止して渡米を告知する。
  - 12月、バラエティー番組の企画でホノルルマラソン完走する。
- 1986年3月、芸能活動を休止し単身ニューヨークへ、1年弱滞在する。
- 1987年6月12日、二谷友里恵と結婚。披露宴をフジテレビが『おめでとう郷ひろみ・二谷友里恵結婚披露宴』と題して大々的に中継し、霊南坂教会とシドニーのセントメリーズ教会で挙式して新居をニューヨークに構える。
- 1989年、ニューヨークの住居を引き払い日本に帰国。
- 1993年1月21日、バラード3部作（3年続けて発売）の1作品目として、カバー曲「僕がどんなに君を好きか、君は知らない」を発売。
  - ハリウッド映画『Samurai Cowboy』に主演する[10]。
- 1994年12月2日、「言えないよ」で第27回日本有線大賞・有線音楽優秀賞 (ポップス)を受賞。
- 1995年12月1日、「逢いたくてしかたない」で第28回日本有線大賞・有線音楽優秀賞 (ポップス)を2年連続受賞。
- 1997年2月、イタリアンレストランSOGNI di SOGNI、大阪ドーム店が開店する。
  - 2月11日、名古屋御園座『愛・時をこえて ドラキュラ・イン・ジャパン』座長公演で、昼の公演中にステージ上約3メートルの仕掛けから転落し、右手骨折と肋骨骨折など全治約1か月半の重傷を負うが、そのまま続行して演じ終える。
  - 9月、日本武道館でデビュー25周年公演を開催する。
- 1998年4月9日、二谷友里恵との離婚発表と同時に、その経緯を告白本『ダディ』として出版し、ミリオンセラーになる。
- 1999年8月30日、リッキー・マーティンの「Livin' La Vida Loca」をカバーした「GOLDFINGER '99」のプロモーションとして、渋谷スクランブル交差点にトラックを停車させて無許可でゲリラライブを敢行し、交通渋滞を引き起こして刑事事件になる。
  - 11月7日、ニューヨークシティマラソンを完走する。
  - 同曲が「逢いたくてしかたない」以来4年ぶりのヒットとなり、12月3日、第32回日本有線大賞・有線音楽優秀賞(ポップス)を受賞、さらに12月31日には第41回日本レコード大賞・最優秀歌唱賞を受賞する。
- 2000年、道路運送車両法違反のため、警察署に出頭する。
  - 9月27日、松田聖子とのデュエット曲「True Love Story/さよならのKISSを忘れない」をリリースする。同時に再婚も発表。
  - 11月9日、ニューヨーク在住の投資家大根田勝美の娘でアルマーニショップ店員の大根田名美と再婚する。フォーシーズンズホテル・ニューヨークにて近親者だけで挙式する。

### ニューヨーク充電以降
- 2001年12月31日、『第52回NHK紅白歌合戦』への出演を最後として音楽活動を一時休止し、再びニューヨークに移住する。
- 2004年12月6日、二谷友里恵に対し、離婚に際して交わした娘2人の養育費1億5000万円を信託銀行に預託するとの取り決めを実行していないことや、郷が娘に会う面会権を妨害され精神的損害を受けたとして訴訟を起こす。しかし、娘2人が「父親に会いたくない」と語ったため、取り下げた。
  - 2002年から2005年の活動休止中〜日本活動復帰最中ではあるが、非公式で2004年にも首都圏でのファンクラブ限定出稼ぎコンサートツアーを行っていた。その際には日常的に側近へ指示し「夜の相手」を用意させていたため、相手をした若い女性の中には、嬉しさのあまり「口外しないように」という側近との約束を破り業界内外で話題となってしまった。
- 2005年4月、「愛より速く」を発表し日本での芸能活動を再開。
  - 4月21日、公式サイト上で2度目の離婚を発表する。
  - 10月、ファンクラブが発足した思い出の地である大阪で、50歳を祝う「スペシャルバースデーライブ」を開催する。
- 2006年9月、デビュー35周年記念ライブとして、東京日比谷野外音楽堂などで公演する。
- 2007年5月27日、渋谷で8年ぶりに「Boom Boom Boom」の発売イベントを行う。
  - 6月、「お嫁サンバ」の歌詞にかつての交際相手「せいこ」、「ゆりえ」、「なみ」などの100種類の女性の名前を入れた「着うた」の配信を開始。
  - 7月、出演したマンダムCMで、松田聖子の曲「青い珊瑚礁」の替え歌を歌う。当初は松田とのデュエットが企画されていたが、松田側が拒否したため、ソロで歌うことになった。
- 2008年11月、『ベストヒット歌謡祭』において自身のメドレー冒頭で、松田聖子の「青い珊瑚礁」を歌唱。
- 2009年9月2日、刑事事件に発展した渋谷の不祥事から10年、大阪・道頓堀のグリコ看板前に船で現れ、ゲリラ風に「Get Real Love 〜GOLDFINGER'009」の発売イベントを開いた。
- 2010年10月18日、55歳誕生日に2度目の日本武道館公演「55!伝説」を開催する。これは1955年生まれ、55歳、全国ツアー55公演目のファイナルステージである。
  - 12月4日、フジテレビ系『FNS歌謡祭』に出演しAKB48と競演したシーンが高視聴率をマークした。
  - 12月31日、9年ぶりに第61回NHK紅白歌合戦に出場。「GO!GO!イヤー紅白スペシャルメドレー」と題して「愛してる」「僕らのヒーロー」「男願 Groove!」の3曲を披露した。
- 2012年3月31日、徳武定祐の次女で元タレントの女性と入籍したことを自身のオフィシャルサイト内に直筆のメッセージを掲載し、明らかにした[11][12][13][14]。
- 2014年12月31日、第65回NHK紅白歌合戦に5年連続27回目の出場を果たした。
- 2015年4月26日 - 7月12日、NHK連続ドラマ『企業病棟』以来、21年ぶりの連続ドラマとして、TBS日曜劇場『天皇の料理番』に粟野慎一郎役で出演[15]。
- 2015年 還暦を迎え　積極的にロックフェスに参戦 SUMMER SONIC  氣志團万博
- 2017年 45周年記念CD BOX『The 70's Albums』リリース
- 2018 ディスコイベント「Dynasty Tokyo　Surfer's Night」にサプライズ出演。103枚目のシングルに収録されている「恋はシュミシュミ」「MIRROR BALL FANTASY」を歌唱した。
- 2019年 「JAN JAN JAPANESE」の発売を記念して、デビュー47年目で“アイドルイベントの聖地”で初のイベント　池袋サンシャインで約3500人のファンと交流した
- 2019年ロックフェス音髭に出演。大とりで登場。観客を魅了する圧巻のパフォーマンスをみせる。
- 2020年105枚目のシングル『ウォンチュー!!!』がオリコン7位に。これにより昭和、平成、令和でのオリコンTOP10入りを果たした
- 2021年7月30日、音楽サブスクリプションサービス上で、楽曲のストリーミング配信を開始した。

## 逸話

### デビュー〜アイドル全盛期
- デビューのきっかけは、15歳の時に近所の女性が東宝映画『潮騒』の出演者募集に応募したこと。審査会場のある銀座で買い物がしたいという安易な気持ちでオーディションを受けることを決めたが、会場に向かう途中で怖気づき「やっぱりやめる」と母親に告げたところ「それでも九州男児か!」と激励し、仕方なく会場に赴いたという。結果オーディションは不採用だったものの、審査員として参加していたジャニーズ事務所社長のジャニー喜多川の目に留まりスカウトされた。
- デビュー当時、母親は原宿で美容院を経営していた。福岡県糟屋郡志免町の母親の実家の祖父母が「ひろみ」の焼印がされた紅白の「ひろみ饅頭」の製造販売を始め、後に叔父・叔母が経営する「御菓子ひろみ」に引き継がれた（2015年頃に閉店）。
- デビュー前、フォーリーブスの旭川公演のバックに出演し「ひろみです!」と紹介され、会場から「Go! Go! Let's Go Hiromi!」と声援を受け、そのまま芸名が郷ひろみとなる。また「郷」にはフォーリーブスの弟「5人目のフォーリーブス」という意味もかけている。可愛らしいルックスと鼻にかかった歌声が、若い女性の人気を博し、ファンによる親衛隊も誕生した。
- 1974年10月、ドラマ『ちょっとしあわせ』で、共演の高沢順子とのキスシーンが騒動になる。ファンから局側に脅迫状が殺到。急きょ唇寸前でカット。釈明試写も開いて対応した。
- 1976年、日本レコード大賞のノミネート会場（予選会）でキャンディーズとの決選投票に辛勝し、『あなたがいたから僕がいた』で第18回日本レコード大賞大衆賞の受賞が決定した際、感極まって歌が歌えないほど号泣した。レコード大賞では、新人賞で本選へ出場して以来の受賞であった（この年は、投票の様子をリアルタイムで中継していた）。
- 『アイドル水泳大会』では競泳など多くの競技に出場し、特にフジテレビの番組では『ミスター水泳大会』と呼ばれた。同じく参加していた西城秀樹と常に競い合い、番組を盛り上げていた。郷は水泳の競技だけではなく、水着や体のラインまでライバル心を滾らせていたという。
- 1977年、郷の特徴に良く似た人形を販売する業者を、肖像権侵害で民事提訴する。史上初の有名人が人形に関する肖像権訴訟であり、1980年5月、勝訴和解する。
- 1981年、『8時だョ!全員集合』で、中畑妊娠のコントが話題になる。
- 1982年から洋楽バラードのカヴァーを次々と発売し、アイドル歌手から大人の魅力を持った本格派歌手への脱皮を図る。その洋楽カバー「哀愁のカサブランカ」は初めてのスロー・バラードのシングル曲であり、「よろしく哀愁」以来自身2度目の50万枚突破を記録した。哀しみの黒い瞳、ロマンス〜禁じられた遊び〜、シャトレ・アモーナ・ホテルなどフリオ・イグレシアスの曲も歌った。また、ニューヨークでボイストレーニングを受け、ブレス使いで力まずに声を出す手法を会得し、スロー・バラードをじっくり聞かせられるまでに歌唱力がアップする。
- 1984年2月25日リリース『2億4千万の瞳』は国鉄のキャンペーンに使われた。2007年にはこの曲をアレンジしたものがBSデジタル放送3000万台突破記念キャンペーンソングとして用いられている。

新御三家
新御三家となった経緯に関して野口五郎は「僕がデビューし、翌年にひろみと西城秀樹がデビューしたが、秀樹がちょっと出遅れた。秀樹の事務所で秀樹と他の2人で新御三家というキャッチフレーズでデビューしたが、西城のマネージャーが別事務所のひろみと僕を合体させて新御三家にした。 事務所も違うので番組などでぶつけ合ってファン獲得をした」

事務所移籍
- 1975年春、ジャニーズ事務所からバーニングプロダクションへ移籍。このジャニーズJr.6人も伴う移籍騒動で、ジャニー喜多川社長は体調を崩すほどショックを受けたそうである。この移籍に関し、バーニングの当時の社長であった周防郁雄が「郷がジャニーさんとトラブルになったらしい。」との噂は聞き、郷がどのような経緯で辞めたのかよく知らないが、まだ移籍先が決まっていない郷を「ぜひうちでやりたい」との思いがあり、渡辺プロダクションの渡辺晋と、田辺エージェンシーの田邊昭知を仲介役とし、渡辺の自宅にてジャニーズ事務所のメリー喜多川と話し合った。そこでメリーに「私に（郷ひろみを）やらせてください」と頼んだところ、メリーより許可を得ての移籍となった。
- フォーリーブスの江木俊夫書の中で、「ジャニーズ事務所に最大の利益を与えたのはSMAPだろうが、ジャニー喜多川さんが今でも理想のアイドル像として思い描いているのは郷ひろみだろう」と述べている。

夜のヒットスタジオ
- 1972年、「小さな体験」で初出演したフジテレビ系『夜のヒットスタジオ』は、ジャニーズ事務所に当時存在していた「アイドルを夜の番組にはあまり出演させたくない」との方針から新御三家の中では出演機会が少なかったが、バーニングプロダクション移籍後は原則として月1回のペースで出演するようになる。1982年、ランキング番組出演辞退の後もトリをつとめたり、過激かつ派手な演出を用意されるなど厚遇を受けた。1972年から1990年6月27日までの総出演回数は175回。

ランク付拒否
- 1979年、「くれる物は戴きますが、今後授賞式には参加しない。」と『日本レコード大賞』・『日本歌謡大賞』などの音楽賞への出演を辞退することを公表する。数年後のインタビューで「年々権威が落ちていく音楽賞には興味がない。」と語った。ただし『日本有線大賞』には出演し賞を受けているほか、1999年には日本レコード大賞・最優秀歌唱賞受賞の打診を受けると、大衆賞を取った1976年以来23年ぶりにそのステージに立ち、ヒットメドレーを披露した。
- 1982年8月、「哀愁のカサブランカ」で「もういちど思春期」以来10か月ぶりに『ザ・ベストテン』にランクインするが、「自分にとっては自分自身の歌は全部1番、他人に自分の歌のランク付けされるのは賛成しかねる。」という理由で、『ザ・ベストテン』、『ザ・トップテン』等、音楽に関するランキング番組の出演をすべて拒否する。
- 当時、郷の音楽プロデューサーだった酒井政利は、雑誌『KAMZINE』（2005年6月号）で一連の辞退について触れ、「郷は新御三家として括られるのも好きでなかったし、アイドル的な定型から脱皮したいと思っていた。そして、"自分は人とは違うんだ!"という差別化戦略を選んだ。」と、戦略・挑戦のひとつだったことを明かしている。

### 渡米〜再興期
- 1993年1月、楠瀬誠志郎のバラードカバー曲「僕がどんなに君を好きか、君は知らない」 を発売すると、最高位43位ながらジワジワと売り上げを重ね、「2億4千万の瞳」以来9年ぶりにヒット曲（17.7万枚）となる。これをきっかけに翌1994年「言えないよ」、1995年「逢いたくてしかたない」と続けてオリジナルのバラードを発売し、いずれもロングヒットを記録。この1990年代のバラードヒット3曲を総じてバラード3部作と呼んでいる。
- 2000年11月、発表のエッセイ『若気の至り』では裏表紙に自らの女性遍歴を年表風にまとめ「大丈夫かこいつ?」と自虐的コピーをつけ『ダ・ヴィンチ』（2月6日号）で腰巻き大賞に選ばれる。「単に奇をてらう言葉ではなく著者の存在感との合わせ技だ。自虐的なコピーなのに少しも嫌味がないし、かえって好感に繋がってしまうのはヒロミ・ゴーの器量だろう。」と選評された。
- 2001年6月にリリースした『獣は裸になりたがる』のジャケット写真は、特殊メイクで自ら「獣」になっている。この曲のキャンペーンで、フジテレビ系バラエティー番組『笑う犬の冒険』の「はっぱ隊」のコーナーに出演。股間にはっぱ一枚、郷特製ゴールデンリーフを付け、YATTA!の歌を踊った。

渋谷ゲリラ・ライブ事件
- 1999年8月、「GOLDFINGER '99」のプロモーションとして、所轄の渋谷警察署の道路使用許可を受けず、白昼ゲリラライブを敢行。渋谷スクランブル交差点にトラックを止め、マスコミが逆サイドからカメラを構えると、野次馬が交差点に押し寄せ路線バスなど30分に渡って立ち往生し数本運休するという交通渋滞を引き起こす騒動になる。後に現場関係者6人が道路交通法違反容疑で書類送検され、レコード会社のプロデューサーは懲役3か月、執行猶予2年の判決を受ける事件に発展。当事者の郷も事情聴取を受けたが「何処でやるのかさえ知らされていなかった。」と供述し、罪には問われなかった。この宣伝効果により「GOLDFINGER '99」は有名になりチャートが上昇。最終的に46万枚を売り、代表曲のひとつとなった。

### ニューヨーク充電以降
- 2006年5月、埼玉スタジアムで行われたキリンカップ2006「日本VSスコットランド」戦において国歌独唱を行なった。全身ブルーのスーツで登場し歌い終わった後には、お得意のジャケットプレイで、JFAフラッグを用いたスーツ裏地を見せた。
- 2006年7月、9月6日発売の「LIFE」で、50歳を記念して郷と同じ1955年生まれの男性を公募し、ミュージック・ビデオで共演する企画に700人以上の応募者があった。
- 2007年5月、国土交通省が展開する「ビジット・ジャパン・キャンペーン（VJC）」のテーマソングに「Come On Baby」が決まり、大臣から感謝状を手渡された。歌詞には訪日旅行のアピールに"Yokoso"という言葉をちりばめ、日本語のみでなく英語バージョンもあり、中国語、韓国語、フランス語、ドイツ語、タイ語の「ようこそ、日本」を意味する言葉が間奏に盛り込まれ、CDのパッケージに"Yokoso! Japan"のステッカーを添付した。
- 2007年5月、NHKの『英語でしゃべらナイト』に出演し、ニューヨーク仕込みの英語を披露した。司会のパックンには「大学生レベルの英語」と評される。番組内では英語で「考える・行動する・継続する」という人生の哲学を語った。同番組内で「Come On Baby」の英語バージョンを披露する。
- 2007年5月、日本テレビで中継された藤原紀香と陣内智則の結婚披露宴で、スペシャルゲストとして「お嫁サンバ」を歌う（のちに2人は離婚している）。
- 2009年12月、カリフォルニア州のぶどう畑を買い付け、ワインを造り、郷がデザインした「5」ラベルのワイン「マグニフィカファイブ」を歳暮に贈る[18]。
- 2010年4月12日、東京中日スポーツ創刊55周年「スペシャルサポーター」に就任する。
- 2015年10月18日、60歳の誕生日を迎える。翌2016年2月、新御三家が3人揃っての還暦祝いを機に、ひろみは西城・野口と久々に再会し「還暦鼎談」に参加した[19]。
- 2018年
  - 5月16日、新曲「恋はシュミシュミ」を発売した夜、新御三家の西城秀樹が急性心不全で死去。「ボクの中で長男は五郎、次男は秀樹、末っ子がボクでした。デビュー当時、右も左もわからなかったボクに、『ひろみ、何かわからないことがあったらオレに聞いてくれる』と親身になってくれたこと、一生忘れません。こころからお悔み申し上げます」とコメントを発表[20]。
  - 5月25日に西城の通夜、翌5月26日には告別式と、野口五郎ら歌手仲間と共に参列。葬儀の席で野口の後に、郷は西城に向かって「雑誌の対談で久しぶりに新御三家が顔を合わせたのが、秀樹を見た最後になりました。対談の中で『感謝の気持ちを持って歌い続けよう』って締め括ったのに、秀樹は天国に行ってしまいました。本当に残念です」「僕は秀樹のことを兄貴と思っていました。それは今でも変わっていません。これからも秀樹の背中をみて、ずっと歌を歌い続けていきたいと思っています。今まで本当に有難う。そして安らかに眠って下さい」と終始涙を浮かべながら弔辞を読んだ[21][22]。
  - 12月10日、都内で行われた第95回箱根駅伝競走前の監督会見で、青山学院大学陸上競技部・長距離ブロック監督の原晋が、青山学院大の箱根駅伝・総合5連覇達成を目指し「ゴーゴー大作戦」と満面の笑みで発表。同年大晦日放送の『第69回NHK紅白歌合戦』での本番前日リハーサル時に、報道陣からその事を聞かされた郷は「嬉しい限りですね。心から青学の（箱根駅伝）5連覇を僕自身も期待してはいます」と話している[23]。だが、翌2019年1月2日・3日開催の第95回箱根駅伝での青学大は、結果的に往路6位の大きな出遅れが響いてしまい、翌日の復路優勝は果たしたものの、総合5連覇は惜しくも逃し総合2位に甘んじた[24]。
- 2019年3月17日、東京都港区の「ザ・プリンスパークタワー東京」で開かれた、「青学大・3大駅伝報告会」において、郷自らサプライズゲストとして急遽生出演。青学大の学生・OBら関係者を始め、一般のファンも合わせて来場者は大喜びに沸いた。郷自ら「実は海外に行っている予定でしたが、移動便を変更して参りました。僕の子供が青山学院の幼稚園でお世話になっている縁もあります」とコメント。更に「僕も日本レコード大賞で『新御三家』の秀樹さん・五郎さんの中で、僕だけが呼ばれなかった事が有り、その悔しさが僕を引っ張ってくれました。人生には多くのことがあり、どう受け取るかで変わると思います」と熱く語りつつ、青学大の巻き返しにエールを送っていた[25]。

### プライベート
- 1975年、20歳の時に現地日系人等を対象にロサンゼルス公演を行った際、日系人コミュニティのミス・ロサンゼルスとして郷に花束を手渡した女性に一目ぼれし交際がスタートしたが、1978年、ロサンゼルス在住の日系アメリカ人ドロシーと破局[26]。
- 1985年、祇園の芸妓、佳つ乃と浮名を流し、六本木のクラブのNo.1ホステスと『フライデー』される[26]。
- 1985年1月、交際を公にしていた松田聖子が突然単独で、東宝スタジオの食堂にて破局会見を行った。
- 1985年9月、郷が六本木のディスコで合コンしているところに二谷友里恵が来店し郷が一目ぼれ。その場で声をかけ、ゴルフデートの約束を取り交際を開始する[27]。
- 1987年6月、二谷友里恵と結婚。結婚披露宴の模様は郷を支援するフジテレビが『おめでとう郷ひろみ・二谷友里恵結婚披露宴』と題して大々的に中継し、視聴率47.6%を記録 (披露宴中継、歴代最高視聴率)。結婚後、2年間ニューヨークに移住するなどし、2女を儲けた。
- 1998年4月、結婚から11年で離婚を発表する。二人の娘の養育費として1億5千万円を支払った。離婚の際に発表した告白本『ダディ』 (幻冬舎) はミリオンセラーとなった。離婚は離婚届を提出した本の発売日まで一切明かされず、離婚会見の代わりとして「すべては本を見てくれればわかる」というものであった[28]。離婚の原因について郷は『ダディ』の冒頭で「僕の数人の女性との浮気」だと打ち明けている。
- 2000年9月27日、元・恋人である松田聖子とのデュエット曲「True Love Story/さよならのKISSを忘れない」を発売。郷側から声をかけ実現した。
- 2000年9月同上、「交際していたニューヨーク在住の投資家の娘、大根田名美と11月に結婚する。」と発表。ニューヨークのアルマーニショップで店員をしていた所に郷が訪れる形で出会った。ファンに対して「一日の23時間55分が郷ひろみであり、残りの5分間だけが原武裕美に戻る時間。原武裕美は結婚しても郷ひろみは結婚しない。」と説明した。
- 2001年3月、年内いっぱいで日本での芸能活動を一時休止し、妻の実家のあるニューヨークに移住することを発表。
- 2001年5月、二谷友里恵が、ダディの続編的告白本『楯』（文藝春秋）を発売し、離婚後の二方の確執が明らかになった。内容について郷は、「子供たちのために反論しない」とノーコメントを通した。
- 2005年4月21日、公式サイト上で突然二度目の離婚を発表する。「それぞれの道を歩んでいくことが今後の2人にとって最善の方法。ボクはより一層努力し郷ひろみを極めたい。」
- 2012年3月31日、交際していた元・タレントで化粧品会社OL、徳武利奈との入籍を公式ホームページで発表[14]。「彼女は、僕よりも僕の両親を大事にしてくれる人」だと紹介した。郷にとって3度目の結婚である。
- 2013年1月19日、結婚発表から約10か月を経て、芸能関係者ら約400人を招いた結婚披露宴を帝国ホテルで行った。
- 2014年6月、双子の男児が誕生[14]。
- 2016年12月20日、『歌う!SHOW学校』に“講師”としてゲスト出演した際、他の出演者達から常に格好良くいられる秘訣を問われ、「“自分は今が一番格好良いんだ”と言い聞かせること、24時間366日“郷ひろみ”でい続けること」と答えた。
- 2020年、エッセイ集『黄金の60代』（幻冬舎）を出版。女性セブンのインタビューに答え、来世も郷ひろみとして生まれたいか尋ねると、少し考えたのち、「現世での経験を生かせるならば。でも、それ以前に日本人に生まれたいです。日本人は真面目で勤勉できれい好きで…。本当に大好きですね。日本人であることに誇りを感じています」と答えた。
- 2020年11月27日、ゴルフでホールインワンし、ホールインワン証明書を発行された。その後、ホールインワン保険に入る[29]。

## 社会貢献活動
- 1995年からチャリティー活動を実践し、アジアの子供達のために寄付を続け、フィリピンにおいて4つの学校建設に貢献した。
- 1995年11月25日、東京・赤坂プリンスホテルにおいて、アジアの恵まれない子供のためのチャリティーディナーライブを開催。収益金4,388,983円を特別救済活動カスパルに寄付し、フィリピンの学校建設費用に当てられた[30]。松田聖子とのデュエットソング（2000年9月発売）の売り上げの一部も同所に寄付すると発表された。その後もファンクラブサイトやファンクラブイベントでチャリティーオークションを行った売上の一部などを同所に寄付し続けた結果、1995年11月から2007年4月で約1200万円に達し、フィリピンでの4つの学校建設に貢献した[31]。
- 1999年10月、「GO's CLUB PARTY '99」オークションの売上の一部を「郷ひろみファンクラブ」から日本赤十字社を通じ、トルコおよび台湾の「被害をこうむられた方々が、元気を取り戻し、また、子どもたちが今までどおり、勉強したり遊んだりできるように、一日も早い復興を願い」、震災復興義援金に各50万円ずつの計100万円を寄付した。
- 2000年11月5日、結婚に伴う、結婚祝いを複数のNPOに寄付した。
- 2006年11月、ジュエリーブランドRosen Hemdenのプロデュースを始め、利益の一部を寄付する。
- 2007年5月放送の日本テレビ『トシガイ』（自分の年齢の数だけ（51歳×1万円）お金を好きなものに使えるという番組企画）を通じて自身が学校建設に貢献したフィリピンを初めて訪問し、子供たちから歓迎を受ける。51万円でフィリピンの子供たちに文房具、Tシャツなどをプレゼントした。「これからもライフワークにしていきたい。」と語った[32]。
- 2025年3月30日、能登半島地震と奥能登豪雨への義援金1000万円を寄付した[33]。

## ディスコグラフィ
シングル
1. 男の子女の子（1972年）
2. 小さな体験（1972年）
3. 天使の詩（1972年）
4. 愛への出発（1973年）
5. 裸のビーナス（1973年）
6. 魅力のマーチ（1973年）
7. モナリザの秘密（1973年）
8. 花とみつばち（1974年）
9. 君は特別（1974年）
10. よろしく哀愁（1974年）
11. わるい誘惑（1974年）
12. 花のように 鳥のように（1975年）
13. 誘われてフラメンコ（1975年）
14. 逢えるかもしれない（1975年）
15. バイ・バイ・ベイビー（1975年）
16. 恋の弱味（1976年）
17. 20才の微熱（1976年）
18. あなたがいたから僕がいた（1976年）
19. 寒い夜明け（1976年）
20. 真夜中のヒーロー（1977年）
21. 悲しきメモリー（1977年）
22. 洪水の前（1977年）
23. 帰郷/お化けのロック（1977年）
24. 禁猟区（1977年）
25. バイブレーション（胸から胸へ）（1978年）
26. ぼくのるすばん（1978年）
27. 林檎殺人事件（1978年）
28. ハリウッド・スキャンダル（1978年）
29. 地上の恋人（1978年）
30. ナイヨ・ナイヨ・ナイト（1979年）
31. いつも心に太陽を（1979年）
32. マイ レディー（1979年）
33. セクシー・ユー（モンロー・ウォーク）（1980年）
34. タブー（禁じられた愛）（1980年）
35. How many いい顔（1980年）
36. 若さのカタルシス（1980年）
37. 未完成（1981年）
38. お嫁サンバ（1981年）
39. もういちど思春期（1981年）
40. 哀愁ヒーロー Part1・Part2（1981年）
41. 純情（1982年）
42. 女であれ、男であれ（1982年）
43. 哀愁のカサブランカ（1982年）
44. 哀しみの黒い瞳（1982年）
45. 美貌の都（1983年）
46. ロマンス（1983年）
47. 素敵にシンデレラ・コンプレックス（1983年）
48. ほっといてくれ（1983年）
49. シャトレ・アモーナ・ホテル（1983年）
50. 2億4千万の瞳-エキゾチック・ジャパン-（1984年）
51. ヤクシニー（1984年）
52. どこまでアバンチュール/ケアレス・ウィスパー（1984年）
53. 愛のエンプティーペイジ（1985年）
54. CHARISMA（1985年）
55. サファイア・ブルー（1985年）
56. Cool（1985年）
57. 千年の孤独（1987年）
58. 時をかさねたら（1988年）
59. 最終便にまにあえば（1989年）
60. Wブッキング（1990年）
61. もう誰も愛さない（1990年）
62. 裸のビーナス（1991年）
63. 迷イズム（1991年）
64. ビーナスたちのシエスタ（1992年）
65. 僕がどんなに君を好きか、君は知らない（1993年）
66. 言えないよ（1994年）
67. 逢いたくてしかたない（1995年）
68. 泣けばいい（1995年）
69. どんなに君がはなれていたって（1996年）
70. く・せ・に・な・る（1996年）
71. Don't leave you alone（1996年）
72. Zeroになれ（1997年）
73. ゆっくり恋しよう（1997年）
74. KISSが哀しい（1998年）
75. 男が恋に出逢うとき（1999年）
76. GOLDFINGER'99（1999年）
77. GOLDFINGER'99（再発盤）（1999年）
78. Hallelujah,Burning Love（2000年）
79. なかったコトにして（2000年）
80. True Love Story/さよならのKISSを忘れない（2000年）
81. Only for you〜この永遠がある限り〜（2001年）
82. 獣は裸になりたがる（2001年）
83. ワキワキマイフレンド（2001年）
84. この世界のどこかに（2001年）
85. 愛より速く（2005年）
86. 君が泣ける場所になる（2005年）
87. LIFE（2006年）
88. Boom Boom Boom/Come On Baby（2007年）
89. Good Times Bad Times（2007年）
90. 君だけを feat.童子-T（2008年）
91. ありのままでそばにいて（2008年）
92. 男願 Groove!（2009年）
93. Get Real Love 〜GOLDFINGER'009〜（2009年）
94. 僕らのヒーロー（2010年）
95. 愛してる/愛してはいけないひと（2010年）
96. 笑顔にカンパイ!（2011年）
97. デンジャラー☆（2012年）
98. Bang Bang（2013年）
99. 99は終わらない（2014年）
100. 100の願い（2015年）
101. IRREGULAR（2016年）
102. スキだから（2017年）
103. 恋はシュミシュミ（2018年）
104. JAN JAN JAPANESE（2019年）
105. ウォンチュー!!!（2020年）
106. 100GO!回の確信犯/狐火（2021年）

## タイアップ一覧
| 年     | 楽曲                                 | タイアップ先                                                                    |
| ------ | ------------------------------------ | ------------------------------------------------------------------------------- |
| 1972年 | 天使の詩                             | TBS系列木下恵介アワー枠ドラマ『おやじ山脈』主題歌                               |
| 1974年 | 夢で会おうね                         | 日本テレビ系列月曜ドラマ『ぼくは叔父さん』主題歌                                |
| 1974年 | よろしく哀愁                         | NET系列ドラマ『ちょっとしあわせ』主題歌                                         |
| 1977年 | 帰郷                                 | TBS系列水曜劇場枠ドラマ『ムー』挿入歌                                           |
| 1977年 | お化けのロック                       | TBS系列水曜劇場枠ドラマ『ムー』挿入歌                                           |
| 1977年 | お化けのロック                       | TBS系列水曜劇場枠ドラマ『ムー一族』劇中歌                                       |
| 1978年 | 林檎殺人事件                         | TBS系列水曜劇場枠ドラマ『ムー一族』劇中歌                                       |
| 1979年 | マイ レディー                        | TBS系列水曜劇場枠ドラマ『家路〜ママ・ドント・クライ』挿入歌                     |
| 1980年 | How many いい顔                      | カネボウ化粧品CMソング                                                          |
| 1980年 | 若さのカタルシス                     | TBS系列水曜ドラマ『春の訪問者・ミセスとぼくとセニョールと!〜夢飛行〜』挿入歌    |
| 1982年 | 哀愁のカサブランカ                   | サントリー『赤玉パンチ』CMソング                                                |
| 1983年 | 素敵にシンデレラ・コンプレックス     | トヨタ自動車『5代目カローラ』CMソング                                           |
| 1984年 | 2億4千万の瞳                         | 日本国有鉄道『ディスカバー・ジャパン』キャンペーンソング                        |
| 1989年 | 最終便にまにあえば                   | テレビ朝日系列音楽番組『郷ひろみの宴ターテイメント』テーマソング                |
| 1990年 | もう誰も愛さない                     | 日本テレビ系列金曜ドラマ『刑事貴族パート1』後期前半エンディングテーマ           |
| 1992年 | ビーナスたちのシエスタ               | フジテレビ系列木曜深夜枠ドラマ『アルファベット2/3』主題歌                       |
| 1993年 | 僕がどんなに君を好きか、君は知らない | フジテレビ系列昼ドラマ『正しい結婚』主題歌                                      |
| 1994年 | 言えないよ                           | TBS系列愛の劇場枠ドラマ『お見合いの達人』主題歌                                 |
| 1994年 | 言えないよ                           | フジテレビ系列バラエティ番組『上岡龍太郎にはダマされないぞ!』エンディングテーマ |
| 1995年 | 逢いたくてしかたない                 | 朝日生命保険CMソング                                                            |
| 1995年 | 忘れられないひと                     | トリンプ『天使のブラ』CMソング                                                  |
| 1995年 | 泣けばいい                           | TBS系列愛の劇場枠ドラマ『あした家族になあれ』主題歌                             |
| 1996年 | どんなに君がはなれていたって         | TBS系列愛の劇場枠ドラマ『ママは大ピンチ!!』主題歌                               |
| 1996年 | 裸の夢                               | トリンプCMソング                                                                |
| 1996年 | く・せ・に・な・る                   | 朝日生命保険CMソング                                                            |
| 1996年 | 甘い束縛                             | ロレックス専門店『エバンス青山店』CMソング                                      |
| 1996年 | Don't leave you alone                | 朝日生命保険CMソング                                                            |
| 1996年 | いつもそばに君がいた                 | いすゞ自動車『フォワード』CMソング                                              |
| 1997年 | ゆっくり恋しよう                     | 日本エアシステムCMソング                                                        |
| 1998年 | KISSが哀しい                         | フジテレビ系列昼ドラマ『白衣のふたり』主題歌                                    |
| 1999年 | GOLDFINGER'99                        | TBS系列東芝日曜劇場枠ドラマ『ヤマダ一家の辛抱』主題歌                           |
| 2000年 | Hallelujah,Burning Love              | エステティックサロン『ラ・パルレ』CFソング                                      |
| 2000年 | なかったコトにして                   | サンヨー食品『カップスター』CMソング                                            |
| 2001年 | Only for you〜この永遠がある限り〜   | 日本テレビ系列水曜ドラマ『FACE〜見知らぬ恋人〜』エンディングテーマ              |
| 2001年 | 獣は裸になりたがる                   | 高須クリニックCMソング                                                          |
| 2001年 | ワキワキマイフレンド                 | フジテレビ系列昼ドラマ『はるちゃん5』主題歌                                     |
| 2001年 | この世界のどこかに                   | TBS系列ドラマ30『ひとりじゃないの』主題歌                                       |
| 2005年 | 愛より速く                           | 高須クリニックCMソング                                                          |
| 2005年 | 君が泣ける場所になる                 | 雪国まいたけCMソング                                                            |
| 2005年 | いま、ここにいる理由                 | 高須クリニックCMソング                                                          |
| 2007年 | Come On Baby                         | 国土交通省『ビジット・ジャパン・キャンペーン』キャンペーンソング                |
| 2007年 | Good Times Bad Times                 | ニューギン『CR GO!GO!郷SECOUD STAGE』主題歌                                     |
| 2007年 | もういいの？                         | 高須クリニックCMソング                                                          |
| 2009年 | 男願 Groove!                         | エクササイズDVD『ヒップホップアブス』イメージソング                             |
| 2010年 | 僕らのヒーロー                       | NHK『みんなのうた』2010年6月・7月のうた                                         |
| 2011年 | 笑顔にカンパイ!                      | NHK総合テレビジョンバラエティ番組『サラリーマンNEOシーズン6』オープニングテーマ |
| 2011年 | 笑顔にカンパイ!                      | ショウゲート配給映画『サラリーマンNEO 劇場版（笑）』主題歌                      |
| 2012年 | デンジャラー☆                        | ニューギン『CR GO!GO!郷THIRD EVOLUTION』主題歌                                  |
| 2015年 | 100の願い                            | フジテレビ系列昼ドラマ『プラチナエイジ』主題歌                                  |

## ライブ

### ワンマンライブ
主にホールを敢行するコンサートツアーを毎年開催している。郷はライブについて「約2時間のなかでいかに多くの自分を観ていただけるか」を意識し、魅せる要素が大きいからこそ楽しんでもらうステージングを心掛けているという。

## 出演

### NHK紅白歌合戦出場歴
シングル『男の子女の子』で男性アイドル歌手としてデビュー。表題曲「男の子女の子」第24回（1973年）に紅白歌合戦へ初出場。その後、第36回（1985年）まで13年連続で出演したが、次の第37回（1986年）は郷自ら芸能活動の休業中の理由で、紅白出場を辞退した。
その後郷は、紅白歌合戦への復帰と不出場を繰り返す中、第75回（2024年）に男性歌手として、紅白通算37回目の出場となった。これは白組歌手で、歴代5位の記録となる（紅組歌手も含めると歴代7位の記録）。
2024年現在、紅白歌合戦で白組のトップバッターを4年連続4回、その後も3回務めた。4年連続のトップバッターは、白組歌手の最多記録である。さらにトップバッター・通算7回は、紅白出場歌手として最多記録。
| 年度   | 放送回 | 回 | 曲目                                                   | 備考                    |
| ------ | ------ | -- | ------------------------------------------------------ | ----------------------- |
| 1973年 | 第24回 | 初 | 男の子女の子                                           | 紅白初出場              |
| 1974年 | 第25回 | 2  | 花とみつばち                                           |                         |
| 1975年 | 第26回 | 3  | 花のように鳥のように                                   |                         |
| 1976年 | 第27回 | 4  | あなたがいたから僕がいた                               |                         |
| 1977年 | 第28回 | 5  | 悲しきメモリー                                         | 先攻トップバッター      |
| 1978年 | 第29回 | 6  | バイブレーション (胸から胸へ)                          | 白組トップバッター（2） |
| 1979年 | 第30回 | 7  | マイレディー                                           | 白組トップバッター（3） |
| 1980年 | 第31回 | 8  | How many いい顔                                        | 先攻トップバッター（4） |
| 1981年 | 第32回 | 9  | お嫁サンバ                                             |                         |
| 1982年 | 第33回 | 10 | 哀愁のカサブランカ                                     |                         |
| 1983年 | 第34回 | 11 | 素敵にシンデレラ・コンプレックス                       |                         |
| 1984年 | 第35回 | 12 | 2億4千万の瞳－エキゾチック・ジャパン－                 |                         |
| 1985年 | 第36回 | 13 | Cool                                                   |                         |
| 1990年 | 第41回 | 14 | Wブッキング                                            | 5年ぶり復帰出場         |
| 1994年 | 第45回 | 15 | 言えないよ                                             | 4年ぶり復帰出場         |
| 1995年 | 第46回 | 16 | 逢いたくてしかたない                                   |                         |
| 1996年 | 第47回 | 17 | 2億4千万の瞳－エキゾチック・ジャパン－（2回目）        |                         |
| 1997年 | 第48回 | 18 | お嫁サンバ'97                                          |                         |
| 1998年 | 第49回 | 19 | セクシー・ユー                                         |                         |
| 1999年 | 第50回 | 20 | GOLDFINGER '99                                         |                         |
| 2000年 | 第51回 | 21 | なかったコトにして                                     |                         |
| 2001年 | 第52回 | 22 | この世界のどこかに                                     |                         |
| 2010年 | 第61回 | 23 | GO!GO!イヤー紅白スペシャルメドレー                     | 9年ぶり復帰出場         |
| 2011年 | 第62回 | 24 | Go Smile Japan!!                                       |                         |
| 2012年 | 第63回 | 25 | デンジャラー☆                                          |                         |
| 2013年 | 第64回 | 26 | Bang Bang                                              |                         |
| 2014年 | 第65回 | 27 | 99は終わらない                                         |                         |
| 2015年 | 第66回 | 28 | 2億4千万の瞳－エキゾチック・ジャパン－（4回目）        | 先攻トップバッター（5） |
| 2016年 | 第67回 | 29 | 言えないよ（2回目）                                    |                         |
| 2017年 | 第68回 | 30 | 2億4千万の瞳 ～Go! Go! バブルリミックス～（5回目）     | 前半トリ                |
| 2018年 | 第69回 | 31 | GOLDFINGER'99～GO！GO！2018～（2回目）                 |                         |
| 2019年 | 第70回 | 32 | 2億4千万の瞳-エキゾチック “GO！GO！”ジャパン-（6回目） | 白組トップバッター（6） |
| 2020年 | 第71回 | 33 | 筒美京平 トリビュートメドレー                          |                         |
| 2021年 | 第72回 | 34 | 2億4千万の瞳－エキゾチック・ジャパン－（7回目）        | 白組トップバッター（7） |
| 2022年 | 第73回 | 35 | GO!GO!50周年!!SPメドレー                               |                         |
| 2023年 | 第74回 | 36 | 2億4千万の瞳〜ブレイキンSP〜（8回目）                  |                         |
| 2024年 | 第75回 | 37 | 2億4千万の瞳 放送100年 GO!GO!SP （9回目）              | 前半トリ（2）           |

### バラエティ
- ひろみと共に（1972年10月6日 - 、東京12チャンネル、毎週金曜日の正午から放送された郷ひろみの初冠番組）
- カックラキン大放送!!（1979年度・1981年度・1983年度、日本テレビ、野口五郎に代わりレギュラー出演）
- 郷ひろみの宴ターテイメント（1989年、テレビ朝日、レギュラーで初の司会・ホスト役、主題歌「最終便にまにあえば」）
- ヤミツキ（2000年4月 - 2001年3月、中京テレビ）
- 徹子の部屋（2021年8月16日、テレビ朝日）

### ラジオ
- 郷ひろみのセイ!ヤング（文化放送、木曜日担当:1980年10月 - 1981年3月、火曜日担当:1981年4月 - 1981年9月）
- NISSANミッドナイトステーション 水曜「ちょっと乱れてカーニバル」（1982年4月 - 1983年3月、TBSラジオ）
- サウンド・フラッシュ 郷ひろみ・Go'sカンパニー（ニッポン放送）

### テレビドラマ
- NHK大河ドラマ
  - 新・平家物語（1972年） - 平経盛 役
  - 草燃える（1979年） - 源頼家 役
  - 峠の群像（1982年） - 片岡源五右衛門 役
  - 信長 KING OF ZIPANGU（1992年） - 徳川家康 役
- 青春をつっ走れ（1972年、フジテレビ） - 古川進 役
- あしたに駈けろ!（1972年、フジテレビ） - 主演・青木洋介 役
- 一姫二太郎（1972年、フジテレビ）
- おやじ山脈（1972年、TBS、主題歌「天使の詩」） - 愛甲正明 役
- 銀座わが町（1973年、NHK）
- 肝っ玉捕物帳（1973年、フジテレビ）
- ぼくは叔父さん（1974年、日本テレビ、主題歌『夢で会おうね』） - 主演・早川大助 役
- ちょっとしあわせ（1974年、NET、主題歌「よろしく哀愁」） - 柚木文久 役
- あこがれ共同隊（1975年、TBS） - 主演・八田広介 役
- 毎日が日曜日（1977年、NHK「銀河テレビ小説」） - 沖忍 役
- ゆずり葉（1977年、中部日本放送「東芝日曜劇場」）
- ムー（1977年、TBS、挿入歌「お化けのロック」） - 宇崎拓郎 役
- 七人の刑事  第3シーズン第22話（1978年、TBS） - 滝正人 役
- ムー一族（1978年 - 1979年、TBS、挿入歌「林檎殺人事件」） - 宇崎拓郎 役
- 家路（1979年、TBS、挿入歌「マイレディー」） - 唐沢晴之介 役
- 婚前時代（1979年、中部日本放送「東芝日曜劇場」） - 良介 役
- 新・座頭市 第3シリーズ第4話（1979年、フジテレビ） - 五九郎 役
- ミセスとぼくとセニョールと!（1980年、TBS、挿入歌「若さのカタルシス」） - 主演・マモル 役
- 沖田総司 華麗なる暗殺者（1982年、フジテレビ） - 主演・沖田総司 役
- 春雷（1983年、フジテレビ「新春ドラマスペシャル」） - 船本新太郎 役
- 聖母たちの行進（1983年、TBS）
- 流れ星佐吉（1983年、関西テレビ、主演、主題歌「暗闇のディーン」） - 主演・佐吉 役
- 翔んでる警視（1986年、TBS） - 主演・岩崎白昼夢 役
- 翔んでる警視II（1987年、TBS） - 主演・岩崎白昼夢 役
- 失われた時の流れを（1990年、フジテレビ「サントリードラマスペシャル」）
- 刑事貴族 第17話 - 第37話（1990年 - 1991年、日本テレビ、主題歌「もう誰も愛さない」） - 主演・風間明 役
- 生前情交痕跡あり（1991年、フジテレビ「金曜ドラマシアター」） - 主演
- D坂殺人事件 名探偵明智小五郎誕生 名探偵明智が挑む猟奇殺人の謎!!闇に浮かぶ白い肌… （1992年、フジテレビ） - 主演・明智小五郎 役
- 愛する時と裁く時（1992年、フジテレビ） - 主演
- 企業病棟（1994年、NHK ドラマ新銀河） - 井川 役
- 坊っちゃんちゃん（1996年、TBS） - 主演・坊っちゃんちゃん 役
- 天皇の料理番（2015年、TBS） - 粟野慎一郎 役
- LEADERS II（2017年、TBS） - 酒田健太郎 役
- 世にも奇妙な物語 '19 雨の特別編「永遠のヒーロー」（2019年、フジテレビ） - 主演・大場博人 / レッドライガー 役[52]
- 定年オヤジ改造計画（2022年7月25日、NHK BSプレミアム、BS4K） - 主演・庄司常雄 役[53][54]

### 映画
- 急げ!若者 TOMORROW NEVER WAITS（1974年、東宝/ジャック・プロ） - 浩 役
- さらば夏の光よ（1976年、松竹） - 主演・南条宏 役
- おとうと（1976年、松竹） - 主演・碧郎 役
- 突然、嵐のように（1977年、松竹） - 主演・石田日出男 役
- ワニと鸚鵡とおっとせい（1977年、松竹） - 主演・ゴー 役
- ダブル・クラッチ（1978年、松竹） - 主演・早田彰彦 役
- 九月の空（1978年、松竹） - 石渡 役  ※ノンクレジット
- 夢一族 ザ・らいばる（1979年、東映） - マコト 役
- コールガール（1982年、松竹） - 神保 役
- 瀬戸内少年野球団（1984年、日本ヘラルド） - 中井正夫 役
- 聖女伝説（1985年、松竹） - 早瀬俊夫 役
- ALLUSION -転生譚-（1985年、松竹）
- 近松門左衛門 鑓の権三（1986年、松竹） - 主演・笹野権三 役
- コミック雑誌なんかいらない!（1986年） - ホスト 役
- さらば愛しき人よ（1987年、松竹） - 早坂修史 役
- 舞姫（1989年、東宝） - 太田豊太郎 役
- Samurai Cowboy（1993年、監督:ミヒャエル・ケウシュ、邦題:『ワイルドハート〜遥かなる荒野へ〜』日本未公開）※ハリウッド映画[10]主演
- サラリーマンNEO 劇場版（笑）（2011年、ショウゲート） - 郷ひろみ 役

### 舞台
- 権八小紫（1994年、新橋演舞場）※初座長を務める
- 坊ちゃん（1996年6月4日 - 28日、原作:夏目漱石、新橋演舞場）
- 愛・時をこえて ドラキュラ・イン・ジャパン（1997年2月御園座、1997年3月新歌舞伎座、共演:川島なお美）

### アニメ
- 11ぴきのねこ（1980年） - トラネコ大将 役
- 吾輩は猫である（1982年） - 森 役

### イベント
- 1971年、日劇ウエスタンカーニバル（日本劇場）
- 1973年5月5日 - 6日、第49回ウエスタン・カーニバル『郷ひろみショー』（日本劇場）
- 1983年、国鉄新橋駅の一日駅長
- 2000年10月7日、FUNBOWL NIGHT 2000〜史上最大のパラパラ祭り〜「20世紀最後のHALLELUJHA!!」(ツインリンクもてぎ、共演:AVEX ARTISTS…ダンス☆マン、HYPER GO号2、キーヤキッス、PARAPARA ALL STARS、安西ひろこ)
- 2006年5月、キリンカップ2006「日本VSスコットランド」戦、国歌独唱(埼玉スタジアム)
- 2007年
  - 5月30日、藤原紀香と陣内智則の結婚披露宴（ホテルオークラ神戸、中継：日本テレビ）
  - 9月、第5回東京ガールズコレクション（さいたまスーパーアリーナ）
- 2008年
  - 8月16日、お台場冒険王「めざましライブ」
  - 5月5日 5時55分、ラクーア「開業5周年記念イベント」ライブ
- 2009年
  - 5月5日、「コルテオGO!GO!サポーター」就任し「GO外!」を自ら配る
  - 5月21日、ヒップホップエクササイズ「Hip Hop Abs」イベントでイメージソング「男願Groove!」披露（六本木ヒルズ）
  - 7月28日、「コルテオ」大阪公演のPRのため、橋下徹大阪府知事を表敬訪問
  - 8月6日、神宮外苑花火大会30周年記念の明治神宮野球場ライブ
  - 8月22日、お台場合衆国「めざましライブ」

### キャンペーン
- 1984年、国鉄:エキゾチック・ジャパン「2億4千万の瞳」
- 2007年、BSデジタル放送3000万台突破記念:「2億4千万の瞳」のアレンジ曲
- 2007年、国土交通省ビジット・ジャパン・キャンペーン(VJC)テーマソング:「Come On Baby」
- 2009年、リュック・ベッソン製作・脚本の人気映画シリーズ最新作『トランスポーター3 アンリミテッド』 (8月15日公開)の本編先付け映像のナレーターに起用された

### CM
- 高須クリニック（2000年？ - 2008年11月）
- 朝日生命 (「人生倶楽部」、「あんしん倶楽部」、「あんしん倶楽部10」、「Vシリーズ」、「My倶楽部」、「My倶楽部ZOOM」（共演：菅野美穂)、「My倶楽部ヤングステージ」、共演：菅野美穂）
- 穴吹工務店「サーパスマンション」、「サーパスフェア」
- 伊勢丹「Iカード」
- 大塚食品「ボンカレーゴールド」
- ロッテ「パイの実」、「ガーナミルク」
- JR東日本「東北新幹線」
- 丸八真綿「82 ハッチーニ」、「ファーベッド」（共演：内田有紀）、「ホームショッピング」（共演：浅野ゆう子）
- ロート製薬「新パンシロン」
- カネボウ 男性化粧品「XANAX(ザナックス)フォームコロン」
- 延田グループ「パチンコ・スロット 123」※関西ローカルCM （GAORAでも放映）
- 1972年
  - サンキスト 「サンキストドリンク」
  - 白元「ソックタッチ」
- 1979年、大日本除虫菊「キンチョール」流行語「ムシムシコロコロ キンチョール」（共演：横山やすし）
- 1980年、カネボウ化粧品CMソング ※「How many いい顔」
- 1980年 - 1986年、三洋電機「サンヨービデオ・マイコニック」
- 1981年、大日本除虫菊「キンチョール」流行語「ハエハエカカカ、キンチョール・よろしいんじゃないですか」（共演：柄本明）
- 1982年、サントリー「赤玉ワイン・赤玉パンチ」
- 1983年 - 1987年、トヨタ自動車「カローラセダン（E80系）、カローラレビン（AE85/86）」
- 1984年、小西六写真工業「コニカレコーダー」
- 1987年、大日本除虫菊「キンチョール」流行語「オス!メス!ハイオスキンチョール1本〜!」
- 1989年
  - サントリー「モルツビール」
  - 京セラ「SAMURAI Z」「SAMURAI Z-L」「SAMURAI VIDEO8 KX-1」
- 1995年、トリンプ「天使のブラ」※CMソング「忘れられないひと」
- 1996年、宝酒造「タカラ本みりん てりっこ」
- 2000年
  - 雪国まいたけ「雪国まいたけ」
  - ダイハツ工業「YRV」（共演:HYPER-GO号2）
  - グリコ「アーモンドチョコレート」
  - 田辺製薬「ナンパオ源気」
  - サンヨー食品「カップスター」（共演:HYPER-GO号2）
  - ラウンドワン
  - ワコール（藤原紀香出演） ※CMソング「True Love Story」（松田聖子とデュエット）
- 2004年、ニューギン「CR Go!Go!郷」
- 2005年、雪国まいたけ「雪国まいたけ」
- 2007年
  - BSデジタル放送「GO! BSデジタル3000万!!!」（BSデジタル放送 10局共同キャンペーン）
  - 公共広告機構 「能登半島・ソロモン諸島救済キャンペーン」
  - マンダム「Produce（プロデュース）」（「青い珊瑚礁」の替え歌）
- 2008年
  - ニューギン「CR Go!Go!郷 second stage」（共演：我修院達也）
  - レオパレス21（藤原紀香出演）※CMソング「それぞれの夢」
- 2009年10月、森永製菓「ミルクココア」
- 2010年
  - 4月 - 、アース製薬「アースジェット」
  - 日産自動車「エコ・バリューシリーズ」※CMソング「LIVIN LA VIDA LOCA」
- 2012年
  - ジャパネットたかた 第14回利益還元祭（同社のCMソング『北の町から南の町まで』の替え歌）
  - クラブヤマノフェイシャルガーデンコスメティクス「ジャーマンクレイ無添加オーガニック」（共演：松井玲奈（SKE48））
- 2014年
  - 4月 - 、SBIアラプロモ「アラプラス」シリーズ
- 2015年
  - エイリム『ブレイブ フロンティア』
- 2016年
  - アース製薬『アースジェット』
- 2017年
  - アイケンジャパン『企業』
- 2018年
  - 日本マクドナルド『宮崎名物チキン南蛮バーガー』
- 2019年
  - マウスコンピューター『mouse』
- 2021年
  - 医療法人社団直悠会 『にしたんクリニック』「タンバリンダンス」篇（11月29日 - ）[55]
- 2022年
  - 中小企業のチカラ『中⼩企業からニッポンを元気にプロジェクト』[56]
- 2024年
  - マイケア『一望百景』「一望百景で瞳GO!」
- 2025年
  - 延田エンタープライズ 「似顔絵」篇[57]

## 受賞歴
- 1972年、第14回日本レコード大賞・新人賞「男の子女の子」
- 1973年
  - 第4回日本歌謡大賞・放送音楽賞「裸のビーナス」
  - 第6回日本有線大賞・大衆賞「小さな体験」
- 1975年 - 1979年、日本テレビ音楽祭・トップアイドル賞・5年連続受賞（明星アイドル人気投票結果から選出）
- 1976年、第18回日本レコード大賞・大衆賞「あなたがいたから僕がいた」
- 1977年、第2回報知映画賞・特別賞（『突然、嵐のように』などで新しい映画スターのイメージを作ったことに対して）[58]
- 1978年
  - 第7回ベストドレッサー賞・特別賞
  - 第7回FNS歌謡祭・特別賞「林檎殺人事件」郷ひろみ&樹木希林
- 1981年、第14回日本有線大賞・有線音楽賞「お嫁サンバ」
- 1984年、第1回ベストジーニスト
- 1986年、ベルリン国際映画祭・銀熊賞『鑓の権三』 (篠田正浩監督) ※主演映画
- 1994年、第27回日本有線大賞・有線音楽優秀賞（ポップス）「言えないよ」
- 1995年、第28回日本有線大賞・有線音楽優秀賞（ポップス）「逢いたくてしかたない」
- 1999年
  - 第41回日本レコード大賞・最優秀歌唱賞「GOLDFINGER '99」他メドレー
  - 第32回日本有線大賞・有線音楽優秀賞(ポップス)「GOLDFINGER '99」
- 2000年、2月6日号『ダ・ヴィンチ』腰巻き大賞『若気の至り』「大丈夫か、こいつ?」（書き下ろしエッセイ表紙カバーのオビ）
- 2007年
  - 第12回ネイルクィーン・協会特別賞
  - 国土交通省ビジット・ジャパン・キャンペーン（VJC）テーマソングとして楽曲提供により感謝状「Come On Baby」

## 書籍

### 著書
- 『20才の微熱』レオ企画 1976
- 『たったひとり』（1980年、小学館）
- 『郷ひろみの紐育（ニューヨーク）日記』（1989年、朝日新聞社）※1991年文庫化
- 『不惑』（1996年、工作舎）
- 『ダディ』（1998年、幻冬舎）
- 『若気の至り』（2000年、角川書店）
- 『NEXT 明日の僕がいちばん!』（2009年、講談社）
- 『黄金の60代』幻冬舎, 2020.6

### 写真集
- 写真集『ムー一族』（1978年11月、レオ企画）
- 「G 郷ひろみ」（2013年5月29日）※ジミー・ミン・シュン（香港）撮影、台湾ロケ

### 雑誌・漫画
- 写真小説「郷ひろみ物語」（1973年1月 - 12月、『週刊マーガレット』連載、集英社）
- 郷ひろみに学ぶ 幸せのレシピ（1997年8月、いでまゆみ、幻冬舎）

## ビジネス

### レストラン
- イタリアンレストランのプロデュース/SOGNI di SOGNI（ソーニ・ディ・ソーニ）※経営・運営は延田グループ
  - 1997年2月、大阪ドーム店オープン、2003年に心斎橋に移転。
  - 2000年7月7日、岐阜店オープン、2006年5月閉店。
  - 2003年6月、大阪心斎橋店オープン。
  - 2016年7月1日、NESTA RESORT KOBE(ネスタリゾート神戸 旧・グリーンピア三木)内のレストランとしてオープン予定。

### ブランド
- ジュエリーブランドのプロデュース/Rosen Hemden（ローゼン・ヘムデン）※経営・運営は坂本貴金属
  - 2006年11月 - 、テーマは「大きな母の愛」。利益の一部は、アジアの恵まれない子供たちやシングルマザーのために寄付すると発表。
  - 「より多くのシングルマザーや子供たちが幸福に近づけることを望み、展開していくブランドにしたい」と語り、温かいブランドイメージをプロデュースした。
- 日本酒のプロデュース/大吟醸 原武 ※製造販売は齋彌酒造店
  - 2009年、ブランドロゴは郷ひろみの父・原武英夫の文字。
- オリジナルワインのプロデュース/2008 マグニフィカファイブ（ディレクターHIROMI GO）※醸造・販売、クラッシュパッド株式会社
  - 2010年、カリフォルニア州のぶどう畑でワインを生産。郷がデザインしたオリジナル・ラベル「5」の郷ひろみ仕様のワイン。